# Fermi Gamma-ray Space Telescope
Il telescopio spaziale per raggi gamma Fermi (in inglese Fermi Gamma-ray Large Area Space Telescope abbreviato in  GLAST), è un telescopio spaziale di grande area per la rilevazione di raggi gamma, oggetto di un esperimento approvato nel 2001 dalla NASA a cui collaborano le agenzie spaziali di Italia, Francia, Giappone e Svezia. Concepito per lo studio della radiazione elettromagnetica emessa da corpi celesti nell'intervallo di energie tra 8 keV e 300 GeV (raggi gamma), l'osservatorio comprende due strumenti scientifici:
- il telescopio di grande area  (Large Area Telescope, abbr. LAT), sensibile alla radiazione gamma tra 20 MeV e 300 GeV;
- il rivelatore di lampi gamma  (Gamma-Ray Burst Monitor, abbr. GBM), per lo studio dei fenomeni transienti ad energie relativamente più basse (tra 8 keV e 40 MeV), costituito da dodici di rivelatori a ioduro di sodio sensibili ai raggi gamma di energia fino a circa un MeV e da due rivelatori al germanato di bismuto capaci di rilevare lampi gamma di energia superiore a circa 150 keV.

Il lancio del telescopio è avvenuto l'11 giugno 2008 alle 18:05 CET con un vettore Delta II dal Kennedy Space Center. Il 26 agosto 2008 la NASA ha ribattezzato l'osservatorio "Fermi Gamma-ray Space Telescope", in onore di Enrico Fermi.
La Senior Review 2014 della NASA ha proposto il prolungamento di Fermi al 2018, con un controllo intermedio nel 2016. Il telescopio ha lavorato ininterrottamente per dieci anni, rischiando una collisione nel 2012 con un satellite russo dismesso e subendo un breve guasto hardware a marzo 2018.

## Large Area Telescope
Al contrario della luce visibile, i fotoni di altissima energia (o raggi gamma) interagiscono con la materia prevalentemente attraverso il processo di produzione di coppie elettrone-positrone. Questa fondamentale differenza si riflette nel principio di funzionamento alla base del Large Area Telescope (telescopio a grande area)  che, di fatto, assomiglia più agli apparati sperimentali per la fisica delle alte energie utilizzati dai grandi acceleratori di particelle (come il Large Hadron Collider) che ad un telescopio propriamente detto. Esattamente come un telescopio, tuttavia, è stato progettato per lo studio delle sorgenti celesti, sia pure ad una lunghezza d'onda diversa.
Il LAT è costituito da una matrice 4x4 di moduli identici chiamati torri. Ogni torre è composta a sua volta di un tracciatore-convertitore al silicio (in cui i piani di rivelazione sono alternati con lamine sottili di tungsteno) ed un calorimetro elettromagnetico di ioduro di cesio. I raggi gamma che incidono sul rivelatore vengono convertiti in coppie elettrone-positrone nel tungsteno; le coppie vengono a loro volta tracciate dai rivelatori al silicio (il che permette di risalire, evento per evento, alla direzione del fotone incidente) ed assorbite nel calorimetro (che permette di misurarne l'energia). Il tracciatore è circondato da uno schermo di anti-coincidenza (ACD) per la reiezione del fondo di particelle cariche, che in orbita bassa sono molto più numerose dei raggi gamma che il LAT è progettato per rivelare.
La collaborazione Italiana, supportata dall'Agenzia spaziale italiana, l'Istituto nazionale di astrofisica e l'Istituto nazionale di fisica nucleare, ha avuto la responsabilità della costruzione e test del tracciatore al silicio (il più complesso dei sottosistemi del LAT) ed è attivamente impegnata nello sfruttamento scientifico dei dati della missione.
Il LAT è sensibile alla radiazione gamma nella banda di energia compresa tra 20 MeV e 300 GeV (o più). Ha un campo di vista di circa 2.5 sr (estremamente ampio per un telescopio a produzione di coppie), che corrisponde a circa un quinto del cielo. Nella modalità operativa nominale osserva ogni punto del cielo per circa 35 minuti ogni 3 ore (che corrispondono a due orbite complete). L'eccellente risoluzione energetica, angolare e temporale, la grande area efficace ed il tempo morto estremamente ridotto si traducono in un salto in avanti in sensibilità di quasi due ordini di grandezza rispetto al diretto predecessore (il telescopio EGRET a bordo della missione CGRO).
Dal primo gennaio 2014 la missione ha cambiato modo osservativo privilegiando la regione del centro galattico, ma continuando a mantenere una copertura totale del cielo.

## Missione ed obiettivi scientifici
I raggi gamma, per loro natura, sono in grado di attraversare distanze cosmologiche (l'universo è essenzialmente trasparente alla radiazione nella banda di energia di interesse per Fermi) e non sono deviati dai campi magnetici (cioè puntano indietro alle rispettive sorgenti) per cui permettono di studiare i fenomeni più violenti che avvengono in natura fino ai confini dell'universo visibile. Essi vengono tuttavia assorbiti nell'alta atmosfera, per cui il loro studio richiede l'impiego di telescopi spaziali.
La missione è stata concepita e progettata per una durata minima di cinque anni (che dovrebbe essere prolungata a dieci anni). I principali obiettivi scientifici del telescopio Fermi includono:
- lo studio dei meccanismi di accelerazione di particelle ed emissione di radiazione elettromagnetica in Nuclei Galattici Attivi (Active Galactic Nuclei, AGN), pulsar e Resti di Supernova (SuperNova Remnants, SNR);
- lo studio delle sorgenti gamma non identificate e della radiazione gamma diffusa galattica ed extra-galattica;
- lo studio dell'emissione ad altissima energia nei Lampi gamma o Gamma-Ray Burst (GRB);
- la rivelazione indiretta della materia oscura, attraverso il suo decadimento o annichilazione in fotoni o elettroni e positroni.

Tutti i dati scientifici (ed il software necessario per il loro utilizzo) sono pubblicati in tempo reale e messi a disposizione dell'intera comunità scientifica.

## Scoperte scientifiche
Le scoperte scientifiche più rilevanti dell'osservatorio, oltre ad essere pubblicate su riviste scientifiche internazionali, sono tipicamente oggetto di rassegne stampa dedicate. Di seguito sono elencate le principali.
- 16 ottobre 2008 : scoperta di una pulsar nel resto di supernova CTA1 attraverso la pulsazione nei raggi gamma.[10]
- 6 gennaio 2009: scoperta di 12 nuove pulsar gamma e rivelazione di altre 18 pulsar note ad altre lunghezze d'onda.[11]
- 19 febbraio 2009: osservazione del più potente lampo gamma mai rivelato.[12]
- 11 marzo 2009: mappa del cielo gamma basata sui dati raccolti nei primi tre mesi di missione.[13]
- 4 maggio 2009: misura dello spettro della componente elettronica ad alta energia dei raggi cosmici.[14]
- 3 luglio 2009: scoperta di una nuova popolazione di pulsar.[15]
- 7 dicembre 2009: il quasar 3C454.3 diventa la sorgente gamma più brillante del cielo.[16]
- 18 dicembre 2009: la scoperta di numerose stelle di neutroni che hanno emissione gamma pulsata ma non sono viste in radio finisce nella lista pubblicata da science delle 10 scoperte più significative del 2009.[17]
- 6 gennaio 2010: la copertura radio delle sorgenti Fermi non identificate rivela la presenza di molte nuove pulsar velocissime, alcune delle quali in sistemi binari simili a quello chiamato vedova nera. È un risultato rivoluzionario sia per l'astronomia gamma, sia per la radioastronomia e lo studio delle pulsar riciclate.[18]
- 16 febbraio 2010: rivelata l'emissione gamma dal resto di supernova CasA a riprova della continua accelerazione dei raggi cosmici.[19]
- 17 febbraio 2010: imponente studio multilunghezza d'onda della galassia 3C279 evidenzia l'avvolgimento dei campi magnetici nei getti prodotti dal buco nero centrale.[20]
- 1º aprile 2010: scoperta dell'emissione gamma dai lobi della radiogalassia Centauro A.[21]
- 12 agosto 2010: la scoperta dell'emissione gamma di Nova Cygni, esplosa nel marzo 2010, viene pubblicata da Science.[22]
- 9 novembre 2010: Fermi rivela due gigantesche strutture che si estendono per 25  000 anni luce al di sopra e al di sotto del piano galattico. Queste due strutture, soprannominate “bolle di Fermi”, potrebbero essere il resto di una eruzione proveniente dal centro della Galassia alcuni milioni di anni fa.[23]
- 17 novembre 2010: studio della Piccola Nube di Magellano. Il basso flusso gamma punta verso un valore di densità di raggi cosmici decisamente inferiore di quella registrata nella Via Lattea.[24]
- 6 gennaio 2011: AGILE e Fermi sono insieme sulla rivista Science con la scoperta della variabilità gamma dalla nebulosa del Granchio registrata nel settembre 2010.[25]
- 10 gennaio 2011: Fermi rivela l'antimateria generata dai Terrestrial Gamma Ray Flash, i lampi di raggi gamma generati dalle grandi nubi temporalesche nelle zone equatoriali.[26]
- 25 gennaio 2011: l'American Astronomical Society conferisce il premio Bruno Rossi al Team di Fermi[27]
- 11 maggio 2011: la nebulosa del Granchio aumenta il suo flusso gamma di circa un fattore 5.[28]
- 29 giugno 2011: Fermi osserva l'emissione di raggi gamma da un sistema binario formato dalla pulsar PSR B1259-63 e da LS 2883, una stella 24 volte più massiccia del Sole. La pulsar, che ruota intorno alla stella con un periodo di 3,4 anni si è avvicinata alla stella ad una distanza inferiore di quella che separa Venere dal Sole, e si ritiene che l'emissione gamma sia provocata dall'interazione della pulsar con il disco di materia che circonda la stella.[29]
- luglio 2011: viene reso pubblico il secondo catalogo delle sorgenti gamma rivelate da Fermi utilizzando due anni di dati. Dall'inizio della missione, il satellite ha individuato ben 1873 sorgenti. Un'enormità se paragonate a quello che era l'archivio di sorgenti di alta energia prima del suo lancio: meno di 300. Tra le sorgenti catalogate, ben un migliaio sono nuclei galattici attivi, ma nell'archivio sono presenti un centinaio di pulsar, stelle di neutroni che ruotano molto velocemente intorno al proprio asse, e numerosi resti di supernova, come la Nebulosa del Granchio.Restano però ancora da identificare quasi 600 sorgenti.[30]
- 13 ottobre 2011 : dallo studio di centinaia di galassia attive si nota una chiara correlazione tra il flusso misurato in radio e in gamma a riprova che sia l'emissione radio sia l'emissione gamma nascano dai getti di particelle relativistiche prodotte dei buchi neri supermassivi nei centri della galassie.[31]
- 3 novembre 2011: il conteggio delle pulsar gamma raggiunge quota 100. Sono tre le famiglie di stelle di neutroni che contribuiscono in egual misura a questo risultato accanto ai pulsar “normali”, troviamo i pulsar velocissimi (del tutto sconosciuti come sorgenti gamma prima di Fermi) ed i pulsar che non presentano emissione radio ma sono visti pulsare direttamente nei raggi gamma. Da notare che circa metà degli oggetti in catalogo NON erano noti prima del lancio di Fermi. Insieme ai radio quieti, sono stati scoperti decine di nuovi pulsar velocissimi andando a frugare con i radiotelescopi in corrispondenza di sorgenti gamma non identificate.[32]
- 24 novembre 2011: l'emissione gamma mappata da Fermi LAT nella regione del Cigno ci permette di “vedere” per la prima volta una regione in cui giovani raggi cosmici sono travolti dai tumultuosi moti del mezzo interstellare, proprio come aveva immaginato Enrico Fermi circa sessant'anni fa.[33]
- 14 dicembre 2011: Fermi rivela l'emissione gamma dalla Supernova di Tycho.[34]
- 7 marzo 2012 : a seguito dell'intenso brillamento registrato il 7 marzo 2012, il Sole, per 1 giorno è la sorgente più brillante del cielo gamma.[35]
- 12 marzo 2012: una delle più brillanti sorgenti ancora non identificate del catalogo Fermi si rivela essere una sorgente binaria, la prima rivelata a partire dai dati gamma.[36]
- 25 ottobre 2012: per la prima volta si evidenzia la presenza di un pulsar velocissimo solo a partire dai dati gamma e da informazioni sulla variabilità periodica della controparte ottica. Si tratta di J1311-3433, un pulsar con periodo di appena 2,5 ms all'interno del sistema binario più stretto conosciuto. La leggerissima stella compagna ci mette appena 93 minuti a completare la sua orbita. Tutto il sistema potrebbe essere contenuto all'interno del nostro Sole.[37]
- 8 gennaio 2013: Raggi gamma emessi da una galassia lontanissima sono stati identificati dagli strumenti a bordo del satellite Fermi della NASA. Contrariamente però a quanto previsto dalle attuali teorie, la regione da cui si è originata questa intensa emissione di energia non coincide con il buco nero supermassiccio che si trova al centro della galassia, ma risulta da esso distante ben 70 anni luce.[38]
- 14 febbraio 2013: Fermi ha confermato e arricchito quanto rilevato dal satellite AGILE: i resti di supernova accelerano protoni. Lo rivela la loro radiazione gamma.[39]
- 27 aprile 2013: il rivelatore LAT del satellite della NASA Fermi, ha rilevato il gamma ray burst più energetico mai registrato, in una galassia distante 3,6 miliardi di anni luce, una distanza decisamente vicina rispetto ai GRB registrati in precedenza. Il fenomeno è associato ad una Supernova.[40]
- 28 giugno 2013: viene pubblicato il catalogo delle sorgenti di raggi gamma rivelate dal LAT ad energie superiori ai 10 GeV. Il catalogo contiene oltre 500 oggetti, per lo più nuclei galattici attivi o blazar.[41]
- 5 settembre 2013 : Fermi rivela una diminuzione del flusso gamma da PSR J2021+4026, una pulsar gamma senza emissione radio che si trova nella regione del Cigno ed è simile a Geminga. Sembra così venir meno una delle caratteristiche attribuite fino a questo momento all'emissione di raggi gamma di una stella di neutroni: la sua costanza.[42]
- 24 settembre 2013: viene pubblicato il secondo catalogo dei pulsars LAT. Contiene 117 stelle di neutroni rivelate come sorgenti pulsate di raggi gamma; di queste, 42 sono pulsar giovani osservati anche in radio, 35 sono pulsar giovani senza emissioni radio e le rimanenti 40 sono pulsars velocissimi, metà dei quali sono stati scoperti in radio osservando nuove sorgenti rivelate dal LAT ma senza identificazione ad altre lunghezze d'onda.[43]
- novembre 2013: viene pubblicata l'enorme mole di dati raccolta dallo studio del lampo gamma GRB 130427A. Si tratta dell'evento che ha prodotto i fotoni di più alta energia mai osservati e ha brillato in raggi gamma per oltre 20 ore.[44]
- gennaio 2014: Fermi effettua le prime osservazioni gamma di una lente gravitazionale. Un risultato importante che apre nuove strade alla ricerca, in particolare le osservazioni di regioni di emissioni vicine ai buchi neri supermassicci.[45]
- febbraio 2014: la scoperta dell'emissione gamma da parte dei pulsar velocissimi è uno dei risultati più inaspettati della missione Fermi. I pulsar velocissimi, sconosciuti in gamma prima del 2008, sono ora la classe più numerosa all'interno della famiglia dei pulsar gamma.[46]
- luglio 2014: a fine giugno 2013, un sistema binario peculiare di cui uno dei due oggetti celesti è una stella di neutroni in rapidissima rotazione, il PSR J1023+0038 ha mostrato un repentino cambiamento nelle sue proprietà come mai era stato osservato. Il segnale radio emesso dalla pulsar è scomparso, ma contemporaneamente il sistema ha aumentato la sua luminosità nei raggi gamma di ben cinque volte.[47]
- 1º agosto 2014: La scoperta di emissione gamma in concomitanza con il massimo di emissione in ottico da una manciata di Novae è uno dei risultati più sorprendenti (e inaspettati) della missione Fermi.[48]
- il 12 aprile 2017, con il LAT è stato rilevato il miliardesimo[49] raggio gamma extra-terrestre dalla messa in orbita del telescopio Fermi.
- 11 giugno 2018: la NASA ricorda il decennale del telescopio con una sintesi delle principali scoperte[50]

## Ricerca di onde gravitazionali
L’osservatorio Fermi ha due strumenti a grande campo sempre attivi. Mentre il Large Area Telescope copre circa 1/6 del cielo e osserva tutta la volta celeste ogni tre ore, il Gamma-ray Burst Monitor (GBM) ne copre sempre circa metà. Dunque è il GBM lo strumento che ha più possibilità di avere nel campo di vista al momento giusto la regione dalla quale arriva il segnale.
Dopo l’annuncio della prima osservazione di onde gravitazionali, l’osservatorio Fermi ha dichiarato che il GBM ha rilevato un debole segnale gamma alla distanza di 0,4 secondi dall’osservazione LIGO dell’onda gravitazionale. Secondo il gruppo del Fermi, la possibilità che questo evento sia un "falso allarme" è dello 0,22%. Il segnale registrato, della durata di circa un secondo, aveva caratteristiche simili a quelle di un lampo gamma corto e la sua localizzazione non è precisa ma compatibile con la regione individuata da LIGO. La differenza di 0,4 secondi tra le due rilevazioni significa che il segnale di LIGO era già finito quando è arrivato quello gamma. Trattandosi di segnali che si propagano alla velocità della luce, questo significa che, se il segnale gamma è collegato a quello gravitazionale, deve essere stato prodotto successivamente.
I ricercatori che lavorano con il satellite europeo INTEGRAL, anch'esso abilitato a rilevare i lampi gamma, sostengono di non aver rilevato nessun segnale associato all'onda gravitazionale osservata da LIGO.

## Catalogo sorgenti
- Il catalogo di riferimento delle sorgenti gamma rivelate da Fermi LAT è disponibile sul sito della NASA LAT 2-year Point Source Catalog
- Il catalogo AGN (Active Galactic Nuclei) di riferimento è disponibile sul sito “The Smithsonian/NASA Astrophysics Data System”[55]
- Il catalogo pulsar di riferimento è disponibile sul sito “The Smithsonian/NASA Astrophysics Data System”[56]
- Il catalogo delle sorgenti rivelate ad energie superiori a 10 GeV di riferimento è disponibile sul sito “The Smithsonian/NASA Astrophysics Data System”[57]